# Ernst Bahn

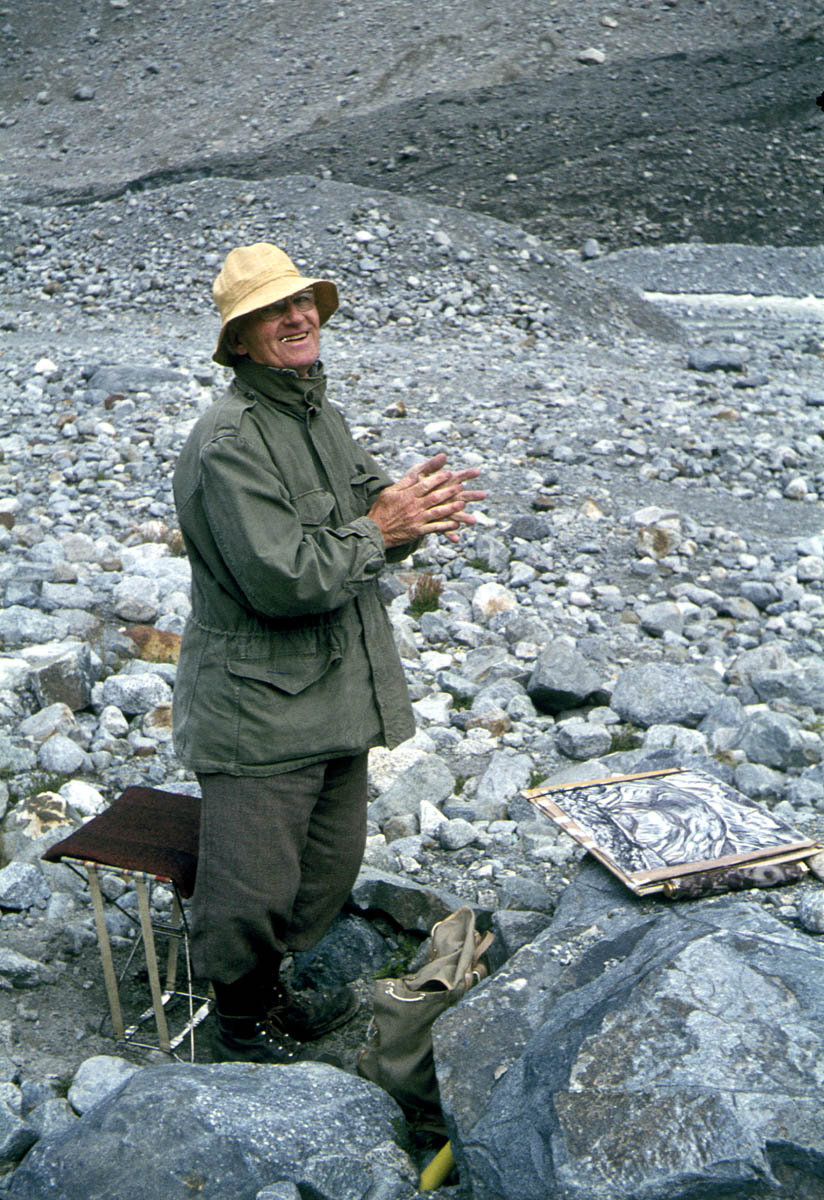
Ernst Bahn in den Alpen, 1971

Ernst Bahn (* 9. August 1901 in Bonn; † 14. Dezember 1978 in Münster) war ein deutscher Maler, Zeichner und Grafiker.

## Leben
Ernst Bahn wurde 1901 in Bonn als ältestes von drei Geschwistern geboren. Der Vater starb, als Ernst Bahn zehn Jahre alt war. Die Mutter kehrte mit den Kindern in ihr väterliches Haus nach Koblenz zurück. Ernst Bahn wuchs im Haus seines Großvaters, des Schumachers Ernst Pollesche, auf. Ab 1916 besuchte er die Kunstgewerbeschule in Koblenz. Ein Onkel nahm Ernst Bahn im Jahr 1918 mit nach Köln und ermöglichte ihm so die weitere Ausbildung an der dortigen Werkschule. Dort entwickelte Bahn ein besonders gutes Verhältnis zu seinem Lehrer Wilhelm Schuler (* 1875 in Karlsruhe), der ihn drängte, neben seinem Studium eine Ausbildung im Handwerk zu machen. Ernst Bahn absolvierte für ein Jahr ein Volontariat zur Erlernung der Technik der Wandmalerei. Nach dem Tod von Wilhelm Schuler verließ Bahn im Jahr 1921 die Werkschule.

### Ernst Bahn in Münster
1922 kam Ernst Bahn nach Münster (Westfalen). Er hatte den Sohn der münsterischen Kunsthändlerin Elisabeth Kraus, Hermann Kraus, in Köln kennengelernt. Elisabeth Kraus veranstaltete im selben Jahr eine Ausstellung des jungen Bahn in Münster. Ernst Bahn wurde sogleich Mitglied der Freien Künstlergemeinschaft Schanze in Münster, fand Freunde und Gleichgesinnte, und auch sein künstlerisches Schaffen war bald in der Stadt und auch darüber hinaus anerkannt. Bahn beteiligte sich regelmäßig an den Ausstellungen der Schanze. 1928 heiratete er Ottilie Schmidt. Reisen führten ihn nach Holland, auf die ostfriesischen Inseln und 1929 nach Paris. 1932 kam sein Sohn zur Welt. In den 1930er Jahren war der Maler mit Aufträgen viel beschäftigt, trat regelmäßig auch mit dem eigenen künstlerischen Werk an die Öffentlichkeit. Ab 1939 entstanden nur noch wenige Werke, Ernst Bahn wurde Soldat, 1944 in Belgien verwundet, und geriet in Kriegsgefangenschaft. Er blieb bis März 1946 im Kriegsgefangenenlager Camp Indiantown in Pennsylvania (USA).
Die Familie Bahn wurde viermal ausgebombt, es gingen viele Bilder verloren. Ottilie Bahn lebte zeitweise in Würzburg. Ihr gelang es, das Grafikarchiv, vor allem aber die Platten für die Radierungen in Sicherheit zu bringen. Bald nach dem Krieg arbeitete Ernst Bahn wieder an Gemälden für Kirchen. Von 1953 bis 1973 war er Kunsterzieher am Clemens-Brentano-Gymnasium in Dülmen. 1967 starb seine Frau Ottilie. Ein Jahr später heiratete Bahn erneut. Mit seinem Interesse für die Formen der Natur wandte er sich in den 1960er und 1970er Jahren alpinen Gletscherlandschaften zu, die er auf Reisen studierte. Ernst Bahn starb am 14. Dezember 1978 in Münster.

## Werk
Anfangs galt das Interesse von Ernst Bahn der Bildhauerei, bald wandte er sich aber der Malerei und Grafik zu. Viele seiner späteren Skizzen zeigen jedoch, dass er sich oft seinen Motiven über einfache plastische Formen näherte. Die frühen Werke Bahns sind experimentierend und von Einflüssen der Kunst der Zeit vor dem Ersten Weltkrieg, des Expressionismus geprägt. Der Stil des Künstlers schwankte bis zur Mitte der 1920er Jahre noch zwischen expressiver Gestaltung und einer nüchterneren, sachlicheren Malweise. In der zweiten Hälfte der 1920er Jahre bildete er dann in Malerei und Grafik seinen eigenen Stil aus, der der Neuen Sachlichkeit zugeneigt ist. Gemälde und Grafiken von Bahn fanden in den Ausstellungen der Schanze stets viel Beachtung.

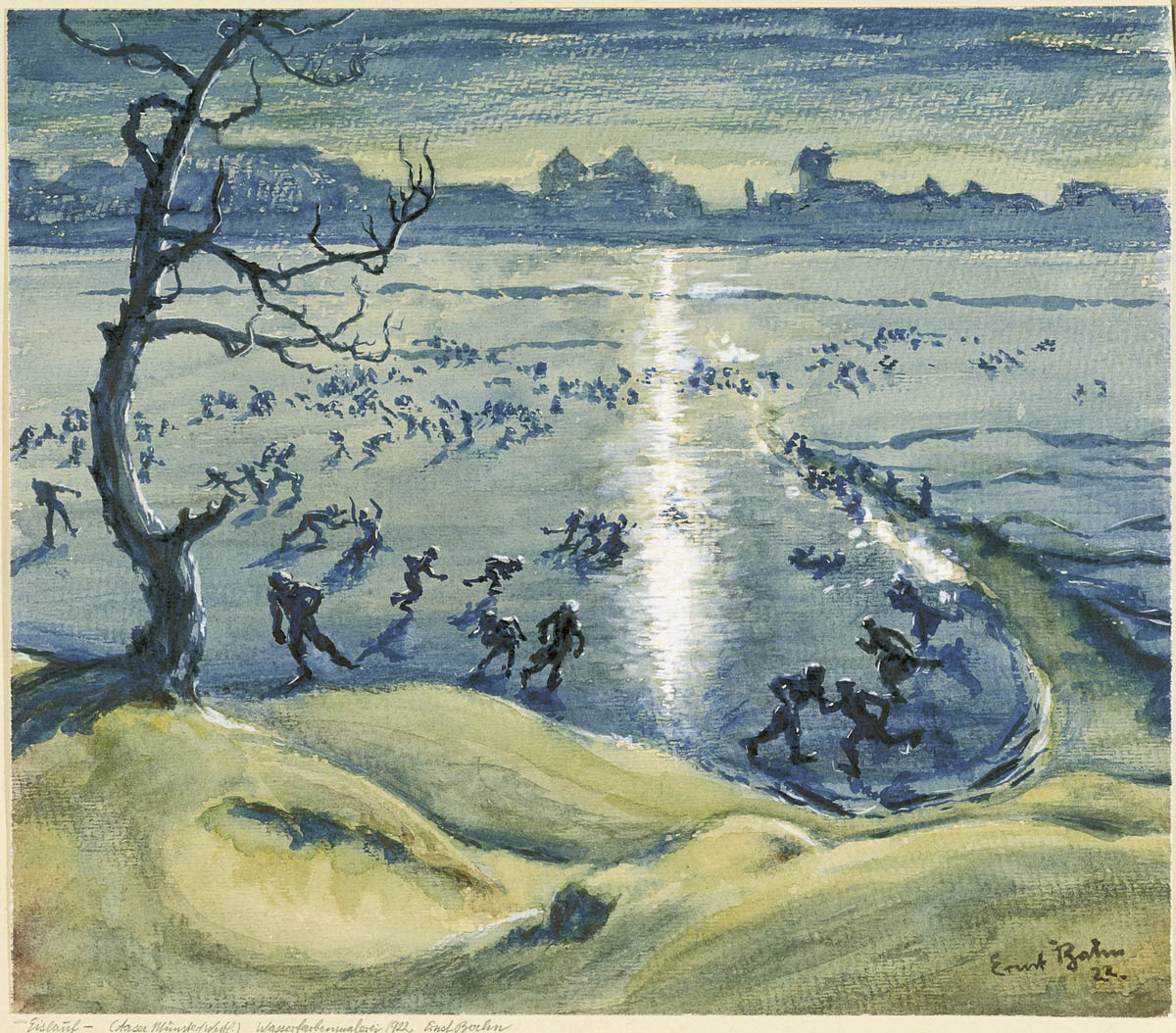
Schlittschuhläufer auf den Aawiesen in Münster, Aquarell von Ernst Bahn, 1922, Stadtmuseum Münster

Die frühere Ausbildung zur Wandmalerei ließ Bahn zu einem gefragten Freskomaler und Restaurator werden. Er erhielt in den Jahren 1927 bis 1934 große Aufträge für Altarbilder und Wandgemälde für neu erbaute Kirchen und Kapellen in Westfalen. Der Künstler beschäftigte sich mit der Frage einer zeitgemäßen modernen religiösen Malerei für die neue Sakralarchitektur in Westfalen. Die Gemälde weisen eine monumentale Sachlichkeit auf mit Figuren, die auf Typenhaftes und Wesentliches reduziert sind.
1937 erhielt Ernst Bahn den Auftrag zur Ausmalung der Empfangshalle des neu erbauten Standortlazaretts (heute Universitäts-Hautklinik) in Münster. Das Thema der Wandgemälde sind die „Heilkräfte der Natur“, die der Künstler in figürlich angelegten großen Szenen mit heldenhaft idealisierten Männern und Frauen gestaltete. Diese Fresken sind gute Beispiele für die Indienststellung der Kunst für nationalsozialistische propagandistische Zwecke. Die britische Besatzung ließ sie 1945 übermalen. Durch die erhaltenen Entwurfszeichnungen und Fotos der ausgeführten Wandgemälde sind sie jedoch gut dokumentiert. Reste der Malereien wurden 2010 bei Bauarbeiten freigelegt und restauriert.
Neben den großen Aufträgen entstanden in den 1930er Jahren viele Zeichnungen, Radierungen und Lithografien, die wesentliche Elemente der Kunst Ernst Bahns zeigen: die intensive Beobachtung des Formenreichtums der Natur und einen sensiblen, zuweilen humorvollen Blick auf Menschen. Bahns fast altmeisterliche Grafik der Jahre nach 1933 macht deutlich, dass er sich nur bei Auftragsarbeiten den nationalsozialistischen Kunstidealen ganz anpasste, sonst aber – wie viele Künstler in dieser Zeit – Landschaftsdarstellungen schuf, die weder thematisch noch stilistisch anstößig für die nationalsozialistischen Machthaber waren.

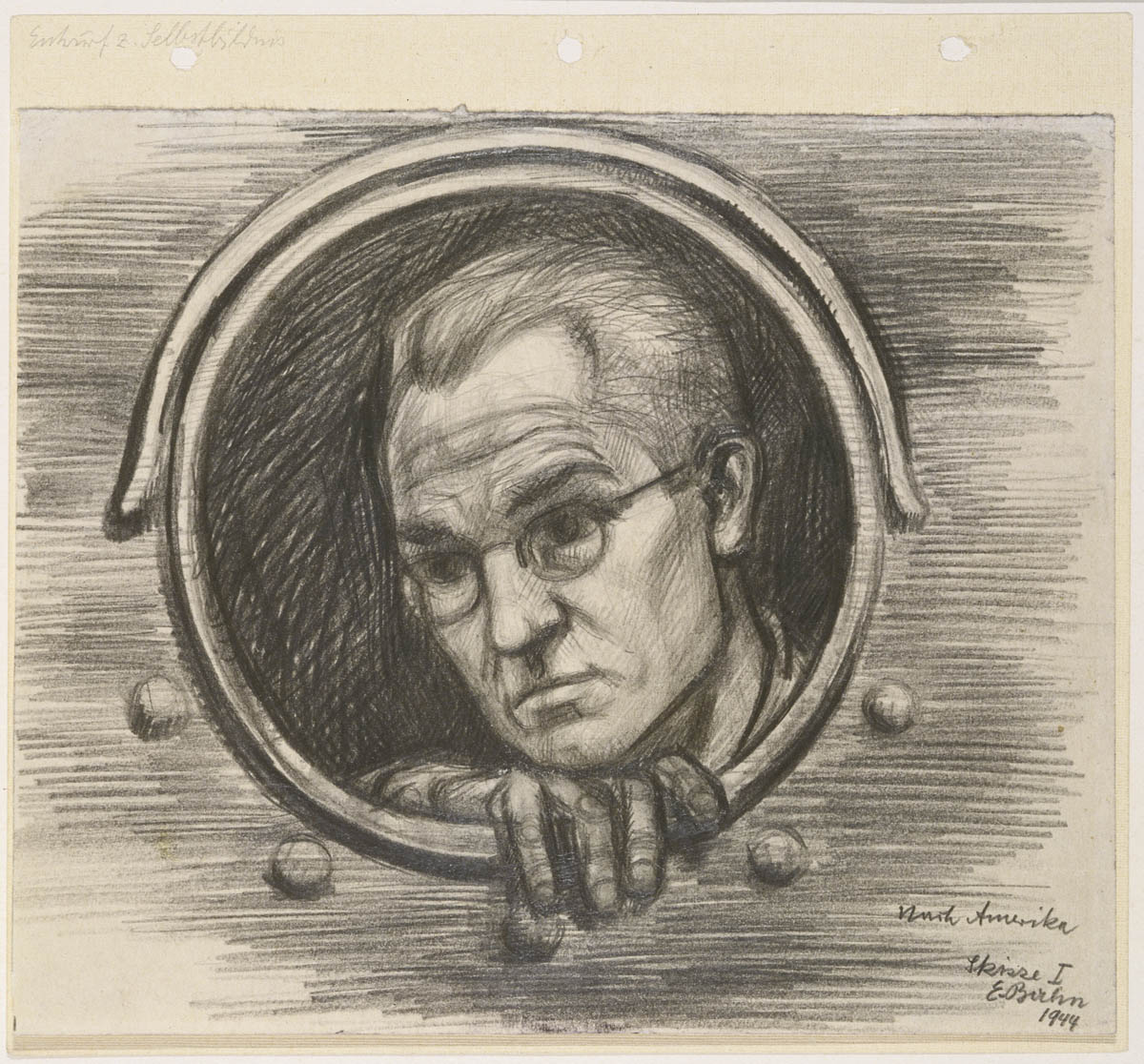
„Nach Amerika, Skizze I“, Entwurf zu einem Selbstbildnis von Ernst Bahn, 1944

Nach dem Krieg übernahm Ernst Bahn neben seiner Lehrtätigkeit viele Aufträge für Restaurierungen vor allem von Wandmalereien. Für freie künstlerische Arbeit blieb ihm wenig Zeit. Sein Spätwerk konzentrierte sich auf alpine Gletscherlandschaften, die er auf Reisen immer wieder studierte und malte. Die jetzt entstandenen Bilder boten einen gleichsam analytischen Blick auf das Form- und Farbspiel der Natur, abstrahierte Formen überwiegen.

## Ausstellungen
Das Stadtmuseum Münster bewahrt den grafischen und zeichnerischen Nachlass von Ernst Bahn.
- 2001 „Ernst Bahn, Gemälde – Grafik – Zeichnungen“, Stadtmuseum Münster – Ausstellungsinformation